# Mot
Mot ist ein Unterweltsgott der altsyrischen Religion, bezeichnet mit dem gemeinsemitischen Wort mawt/môt „Tod“. In den mythischen Texten von Ugarit erfährt man Näheres über sein Profil. Er wurde als Todfeind des Gottes Ba’al betrachtet. Im sog. Baal-Zyklus wird Baals Abstieg in die Unterwelt geschildert, aus der er nach einer kämpferischen Auseinandersetzung mit Mot durch die Göttin Anat wieder befreit wird.
Mot wird auch als Getreidegott gedeutet. Wenn Anat Mot aus Rache für den Tod Ba'als tötet, wird das mit  Analogien aus dem Bereich der Ernte und des Dreschens beschrieben.
„Mit einer Heugabel worfelte sie ihn, mit Feuer verbrannte sie ihn, mit einem Mahlstein zermalmte sie ihn, auf dem Feld zerstreute sie ihn…“ Die Auferstehung entfällt aber, denn die Vögel des Himmels fraßen seine Reste.